# Coryphantha glanduligera
Coryphantha glanduligera ist eine Pflanzenart in der Gattung Coryphantha aus der Familie der Kakteengewächse (Cactaceae). Das Artepitheton glanduligera leitet sich von den lateinischen Worten glandula für ‚Drüse‘ sowie -ger für ‚tragend‘ ab.

## Beschreibung
Coryphantha glanduligera wächst einzeln. Die keulenförmigen dunkel blaugrünen Triebe erreichen bei Durchmessern von 6 Zentimetern Wuchshöhen von bis zu 12 Zentimetern. Die bis zu 14 Millimeter langen konischen Warzen stehen locker beieinander. Die Axillen und die Furchen tragen weiße Wolle und auffällige Nektardrüsen. Die drei bis vier pfriemlichen, weißlichen oder grauen Mitteldornen sind rötlich gespitzt und 1 bis 2 Zentimeter lang. Der unterste von ihnen ist einwärts gebogen, die oberen sind spreizend. Die 15 bis 20 grauen bis weißen, 0,9 bis 1,7 Zentimeter langen Randdornen sind nadelig und steif.
Die gelben Blüten sind bis zu 4 Zentimeter lang und erreichen Durchmesser von 7 Zentimetern. Die großen Früchte sind grün.

## Verbreitung, Systematik und  Gefährdung
Coryphantha glanduligera ist in den mexikanischen Bundesstaaten Hidalgo, Guanajuato und Querétaro auf Abhängen mit Kalkschotter verbreitet.
Die Erstbeschreibung als Mammillaria glanduligera durch Christoph Friedrich Otto wurde 1848 veröffentlicht. Charles Lemaire stellte die Art 1868 in die Gattung Coryphantha. Weitere nomenklatorische Synonyme sind Echinocactus glanduliger (Otto) Poselg. (1853) und Cactus glanduliger (Otto) Kuntze (1891). 
Coryphantha glanduligera wird in der Roten Liste gefährdeter Arten der IUCN als „Least Concern (LC)“, d. h. nicht gefährdet, eingestuft.

## Nachweise